# Capparis
Capparis is een geslacht van planten uit de familie Capparaceae. De soorten uit het geslacht zijn struiken en lianen die voorkomen in de (sub)-tropische klimaatzones. De ongeopende bloemknopjes van de soort Capparis spinosa worden gegeten en staan bekend als kappertjes.

## Wetenschappelijke naam
Dit geslacht kreeg van Linnaeus in de eerste druk van Species plantarum (1753) de naam Capparis. Linnaeus verwees daarbij naar de Pinax (1623) van Gaspard Bauhin, waarin de naam "Capparis" ook al werd gebruikt. Bauhin vermeldt daarbij dat de naam in het Grieks (Καππαρις) ook al bij Dioscorides (ca. 40–90 n.Chr.) en bij Theophrastus (ca. 371–287 v.Chr.) in gebruik was, en als "Capparis" bij Plinius en in de voor die tijd recentere literatuur bij Mattioli, Dodoens, Gesner, Belon, De Lobel, Cesalpino en Gerard. De naam was dus al ingeburgerd voordat Linnaeus die gebruikte. Opvallend genoeg geeft Linnaeus zelf in zijn Genera plantarum (1754) bij deze naam uitsluitend een verwijzing naar Tournefort. De naam wordt daarom nogal eens geciteerd als "Capparis Tourn. ex L.".

## Soorten
- Capparis acutifolia Sweet
- Capparis annamensis (Baker f.) M.Jacobs
- Capparis anomala (F.Muell.) Christenh. & Byng
- Capparis arborea (F.Muell.) Maiden
- Capparis artensis Montrouz.
- Capparis assamica Hook. f. & Thomson
- Capparis bachii Sy, R.K.Choudhary & Joongku Lee
- Capparis batianoffii Guymer
- Capparis beneolens Gagnep.
- Capparis bodinieri H.Lév.
- Capparis brachybotrya Hallier f.
- Capparis brassii DC.
- Capparis brevislliqua Moc. & Sessé ex DC.
- Capparis brevispina DC.
- Capparis burmanica Collett & Hemsl.
- Capparis buwaldae M.Jacobs
- Capparis callophylla Blume
- Capparis canescens Banks ex DC.
- Capparis cantoniensis Lour.
- Capparis cartilaginea Decne.
- Capparis cataphyllosa M.Jacobs
- Capparis chingiana B.S.Sun
- Capparis chrysomeia Bojer
- Capparis cinerea M.Jacobs
- Capparis cleghornii Dunn
- Capparis corymbosa Lam.
- Capparis cucurbitina King
- Capparis cuneiformis Sessé & Moc.
- Capparis daknongensis Sy, G.C.Tucker, Cornejo & Joongku Lee
- Capparis dasyphylla Merr. & F.P.Metcalf
- Capparis decidua (Forssk.) Edgew.
- Capparis diffusa Ridl.
- Capparis dioica Gilg
- Capparis divaricata Lam.
- Capparis diversifolia Wight & Arn.
- Capparis dongvanensis Sy, B.H.Quang & D.V.Hai
- Capparis echinocarpa Pierre ex Gagnep.
- Capparis elaeagnifolia Jacq.
- Capparis erycibe Hallier f.
- Capparis erythrocarpos Isert
- Capparis fascicularis DC.
- Capparis fengii B.S.Sun
- Capparis flavicans Kurz
- Capparis floribunda Wight
- Capparis fohaiensis B.S.Sun
- Capparis formosana Hemsl.
- Capparis fusifera Dunn
- Capparis gialaiensis Sy
- Capparis grandidieri Baill.
- Capparis grandiflora Wall. ex Hook. f. & Thomson
- Capparis grandis L.f.
- Capparis hainanensis Oliv.
- Capparis henryi Matsum.
- Capparis hereroensis Schinz
- Capparis heteracantha DC.
- Capparis hinnamnoensis Souvann. & Fici
- Capparis humistrata (F.Muell.) F.Muell.
- Capparis hypovellerea Gilg & Gilg-Ben.
- Capparis jacobsii Hewson
- Capparis kebarensis Fici
- Capparis khuamak Gagnep.
- Capparis klossii Ridl.
- Capparis koioides M.Jacobs
- Capparis kollimalayana M.B.Viswan.
- Capparis lanceolaris DC.
- Capparis lanceolatifolia Fici, Bouaman. & Souvann.
- Capparis laotica Gagnep.
- Capparis lasiantha R.Br. ex DC.
- Capparis lobbiana Turcz.
- Capparis longestipitata Heine
- Capparis longgangensis S.L.Mo & X.S.Lee ex Y.S.Huang
- Capparis loranthifolia Lindl.
- Capparis lucida (Banks ex DC.) Benth.
- Capparis macleishii (A.G.Mill.) Christenh. & Byng
- Capparis masaikai H.Lév.
- Capparis mekongensis Gagnep.
- Capparis membranifolia Kurz
- Capparis micracantha DC.
- Capparis micrantha A.Rich.
- Capparis mitchellii (Lindl. ex F.Muell.) Lindl.
- Capparis monantha M.Jacobs
- Capparis moonii Wight
- Capparis multiflora Hook. f. & Thomson
- Capparis nana Craib
- Capparis nilgiriensis Subba Rao, Kumari & V.Chandras.
- Capparis nobilis (Endl.) F.Muell. ex Benth.
- Capparis nummularia DC.
- Capparis olacifolia Hook. f. & Thomson
- Capparis ornans F.Muell. ex Benth.
- Capparis pachyphylla M.Jacobs
- Capparis parvifolia Fici
- Capparis poggei Pax
- Capparis pranensis (Pierre ex Gagnep.) M.Jacobs
- Capparis pseudocerasifera Hauman
- Capparis pubiflora DC.
- Capparis pubifolia B.S.Sun
- Capparis pyrifolia Lam.
- Capparis quiniflora DC.
- Capparis radula Gagnep.
- Capparis ramonensis Danin
- Capparis rheedei DC.
- Capparis richardii Baill.
- Capparis rigida M.Jacobs
- Capparis rotundifolia Rottler
- Capparis roxburghii DC.
- Capparis rufidula M.Jacobs
- Capparis sabiifolia Hook. f. & Thomson
- Capparis sarmentosa A.Cunn. ex Benth.
- Capparis scortechinii King
- Capparis sepiaria L.
- Capparis shanesiana F.Muell.
- Capparis shevaroyensis Sundararagh.
- Capparis siamensis Kurz
- Capparis sikkimensis Kurz
- Capparis spinosa L.
- Capparis srilankensis Sundararagh.
- Capparis subsessilis B.S.Sun
- Capparis sunbisiniana M.L.Zhang & G.C.Tucker
- Capparis tagbanuorum Fici
- Capparis tchaourembensis Fici
- Capparis tenera Dalzell
- Capparis thorelii Gagnep.
- Capparis thozetiana (F.Muell.) F.Muell.
- Capparis tomentosa Lam.
- Capparis tonkinensis Gagnep.
- Capparis trichocarpa B.S.Sun
- Capparis trinervia Hook. f. & Thomson
- Capparis trisonthiae Srisanga & Chayam.
- Capparis umbonata Lindl.
- Capparis urens Barb.Rodr.
- Capparis urophylla F.Chun
- Capparis velutina P.I.Forst.
- Capparis versicolor Griff.
- Capparis verticillaris Turcz.
- Capparis viburnifolia Gagnep.
- Capparis viminea Oliv.
- Capparis wui B.S.Sun
- Capparis yunnanensis Craib & W.W.Sm.
- Capparis zeylanica L.
- Capparis zippeliana Miq.

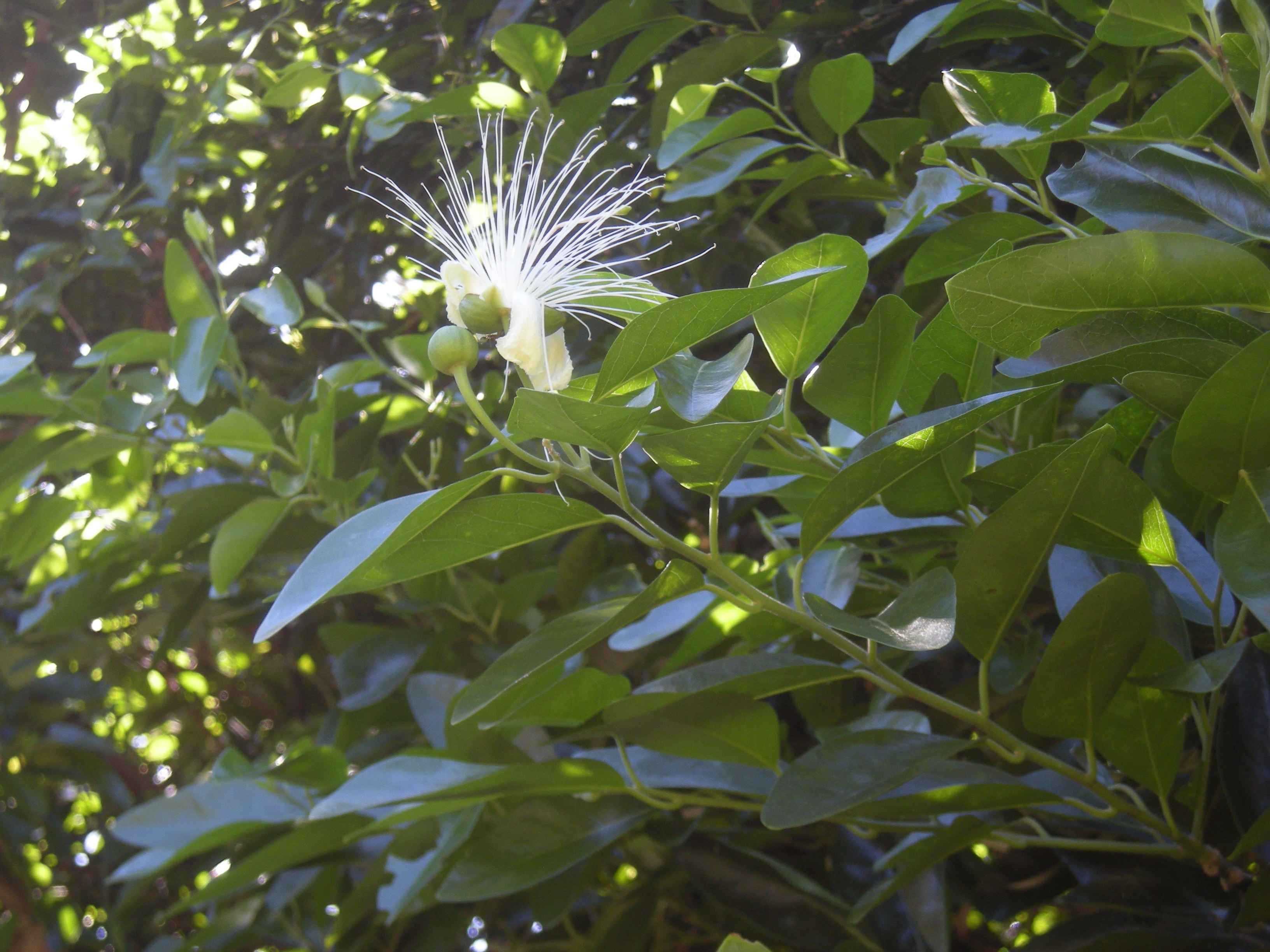
Capparis arborea
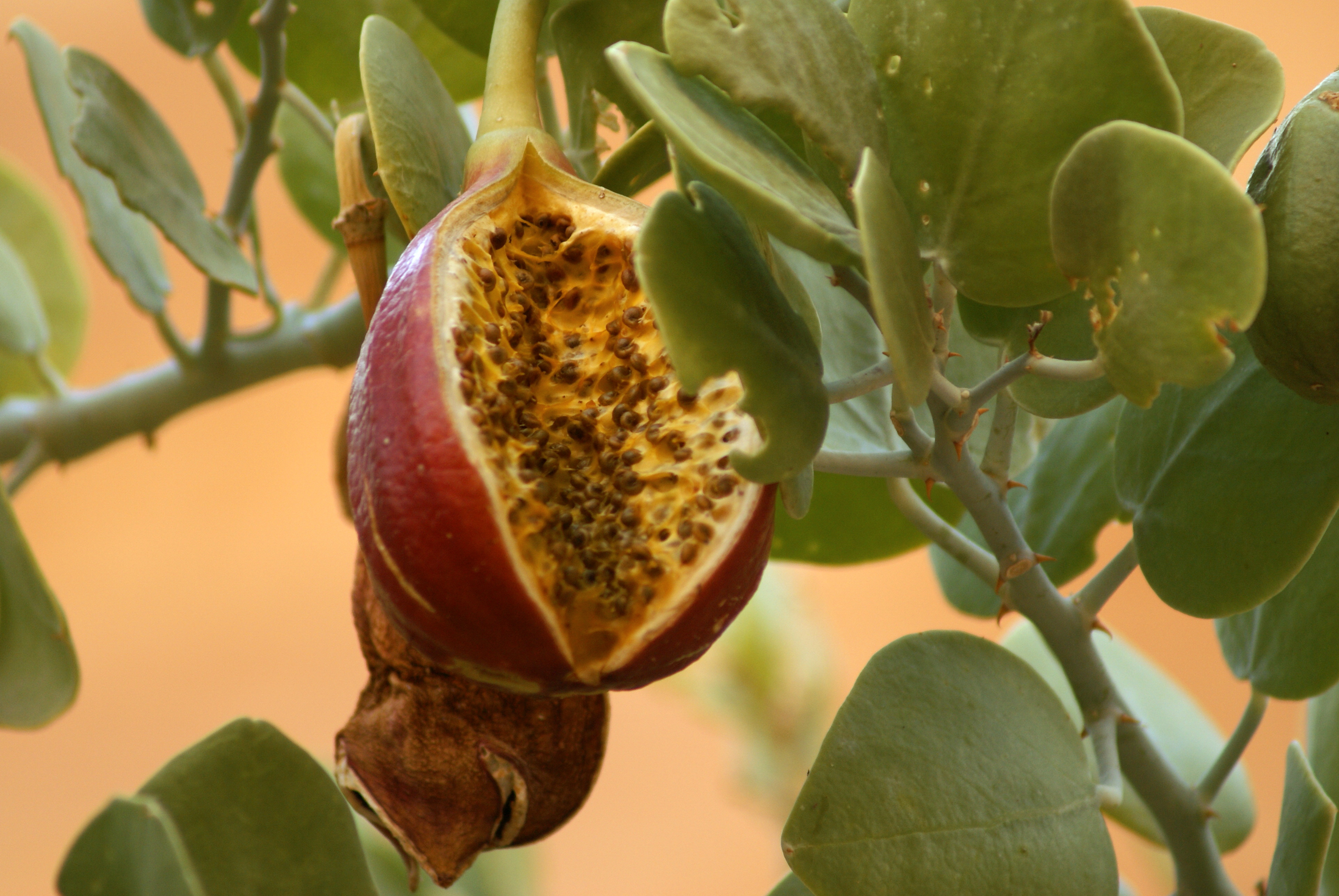
Capparis cartilaginea
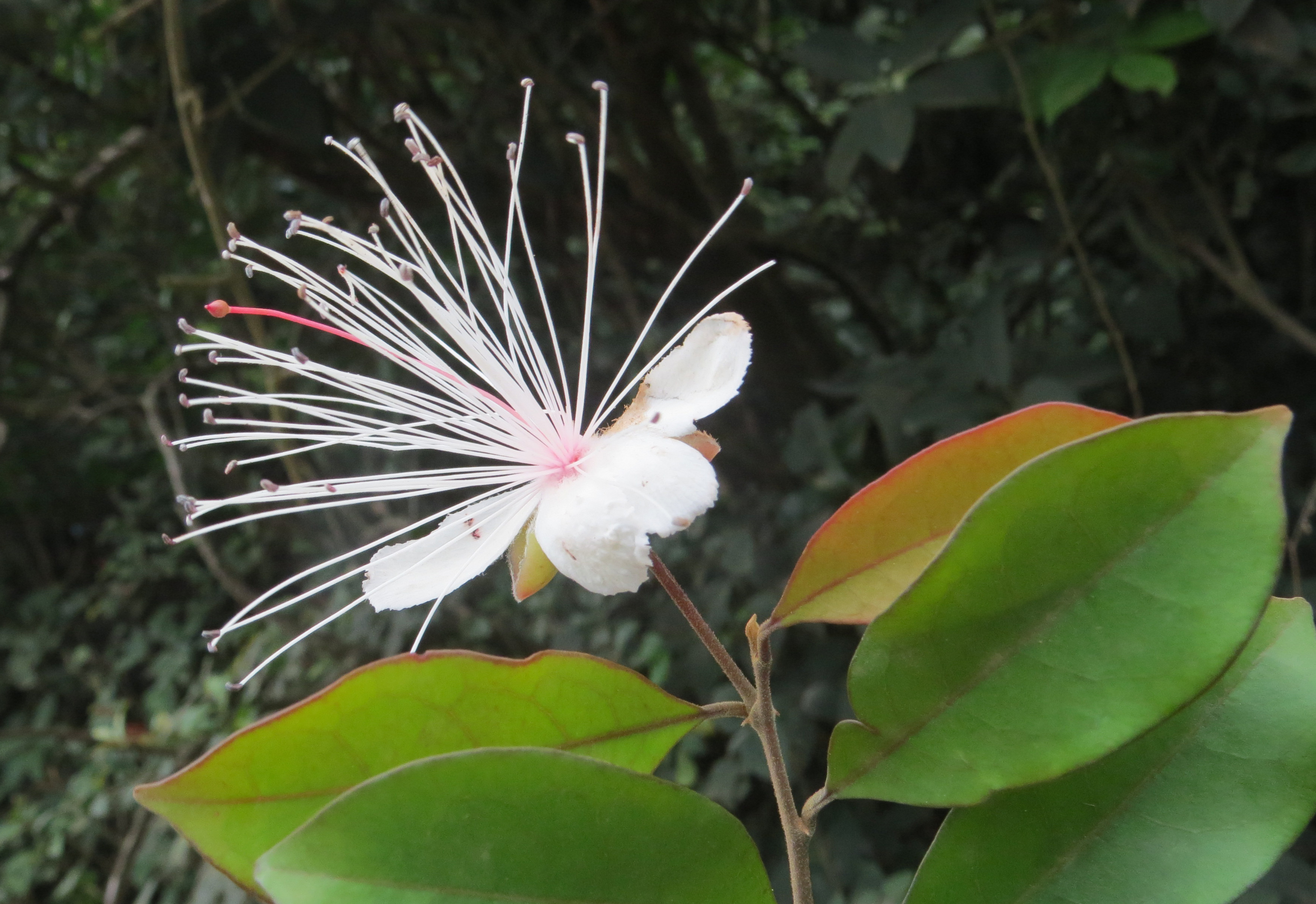
Capparis cleghornii
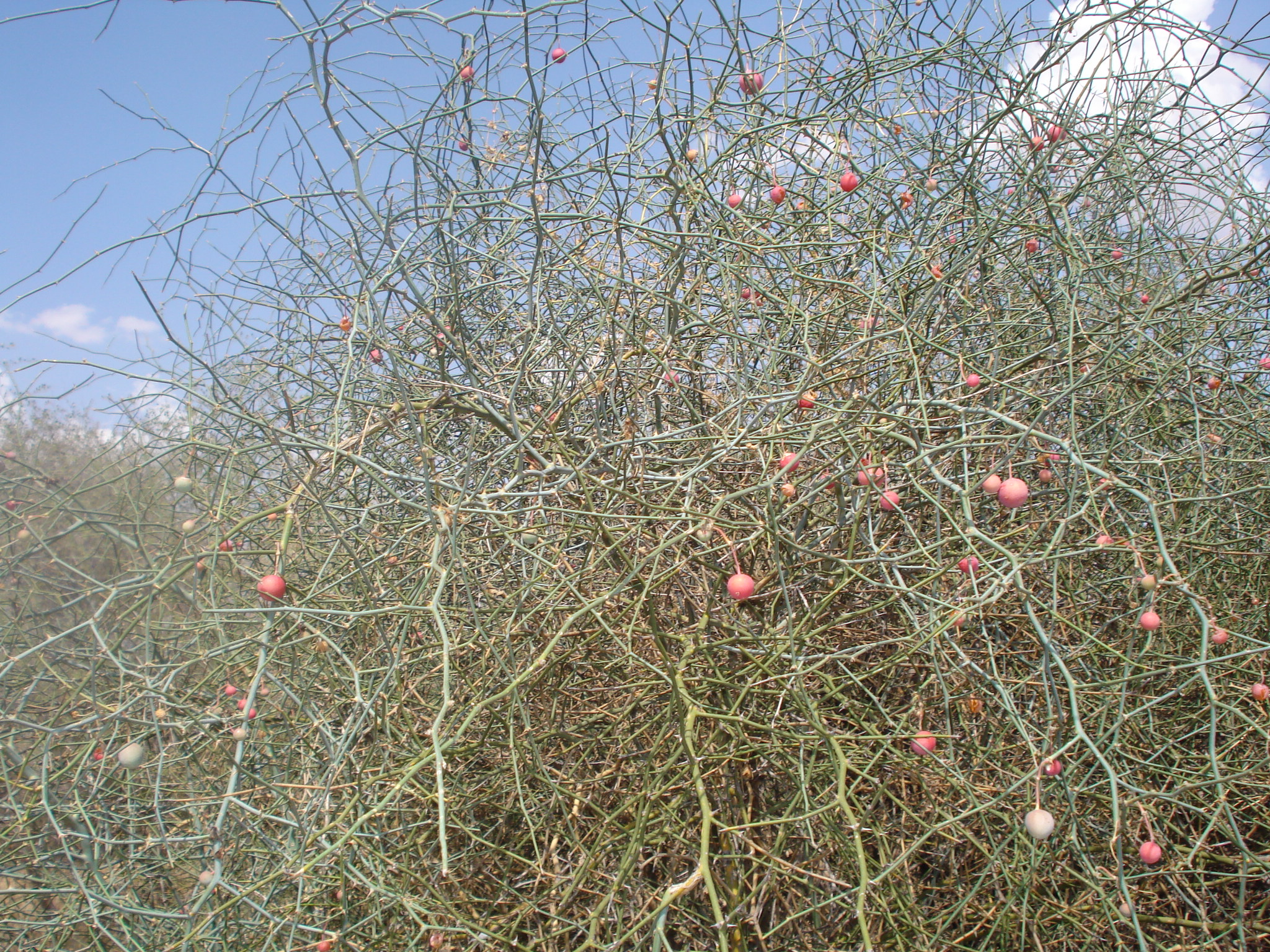
Capparis decidua
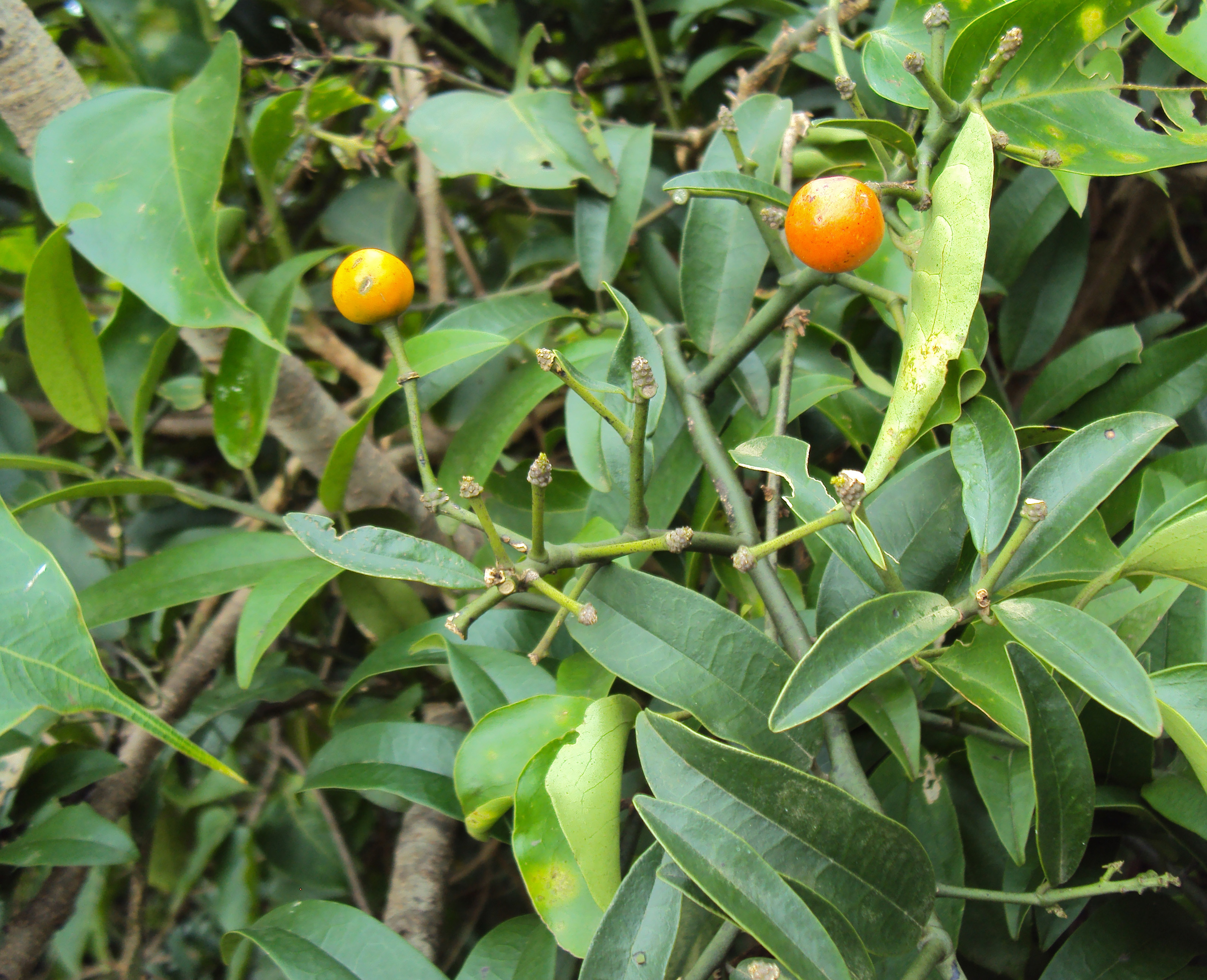
Capparis floribunda
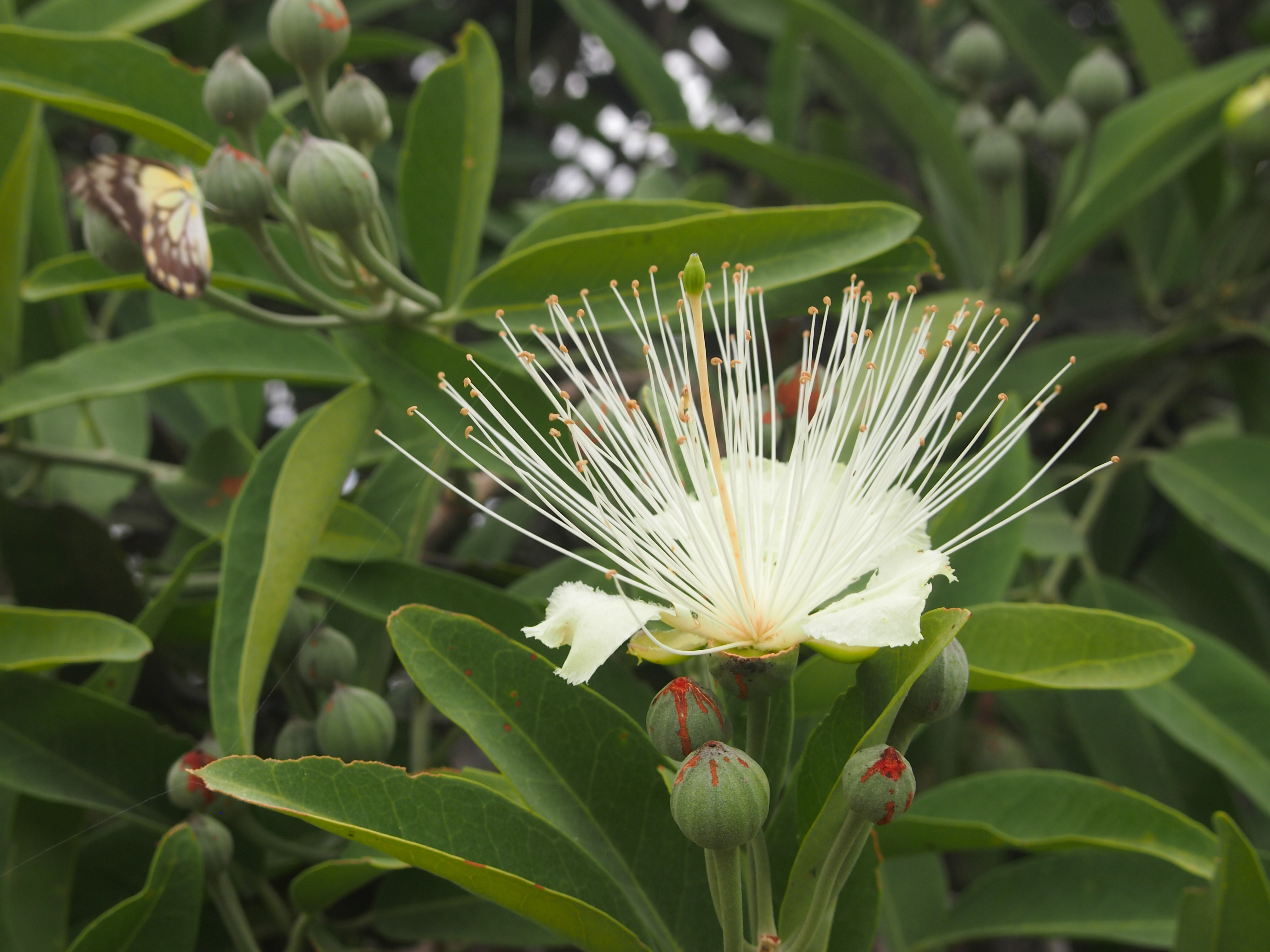
Capparis lasiantha
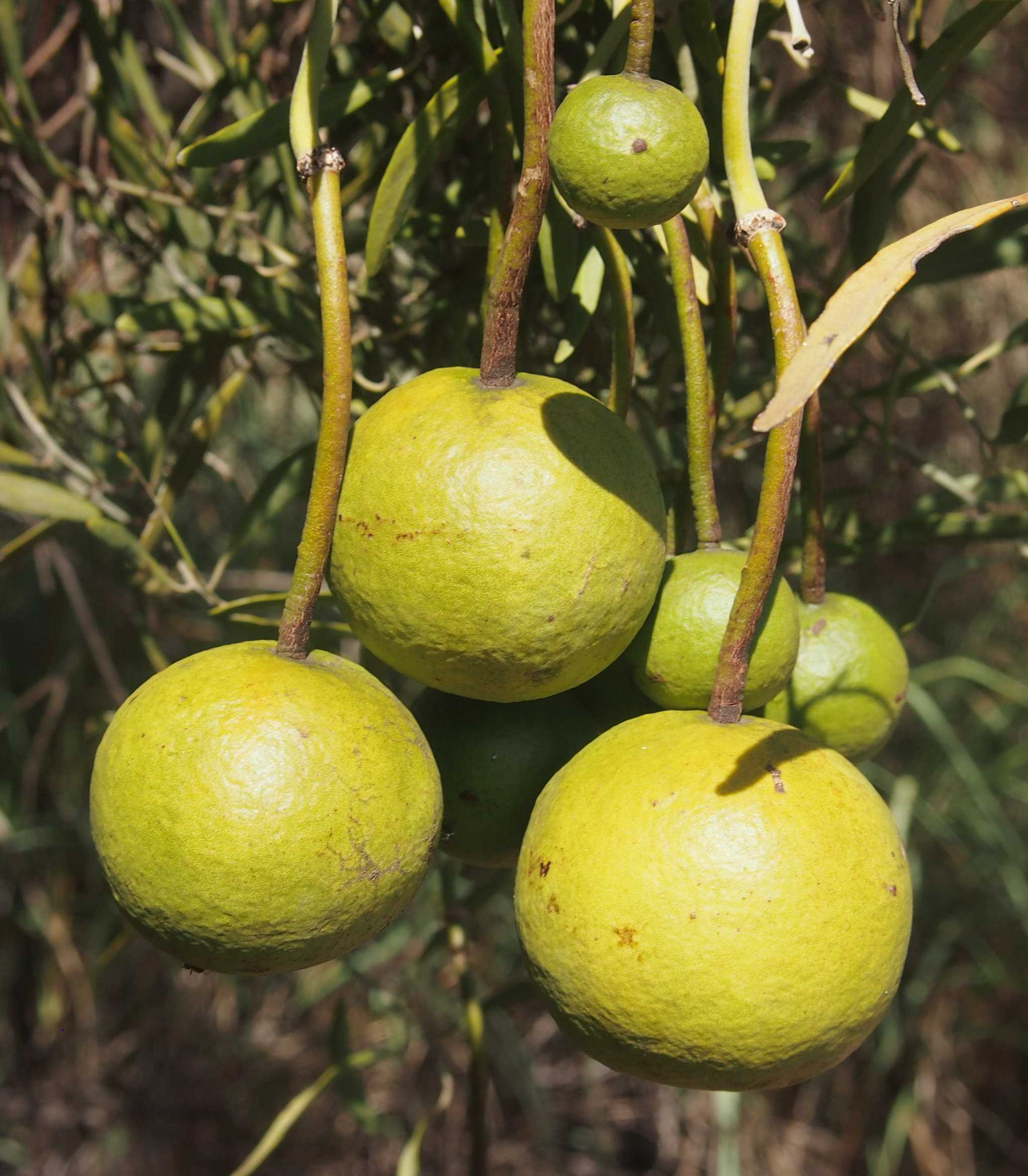
Capparis loranthifolia
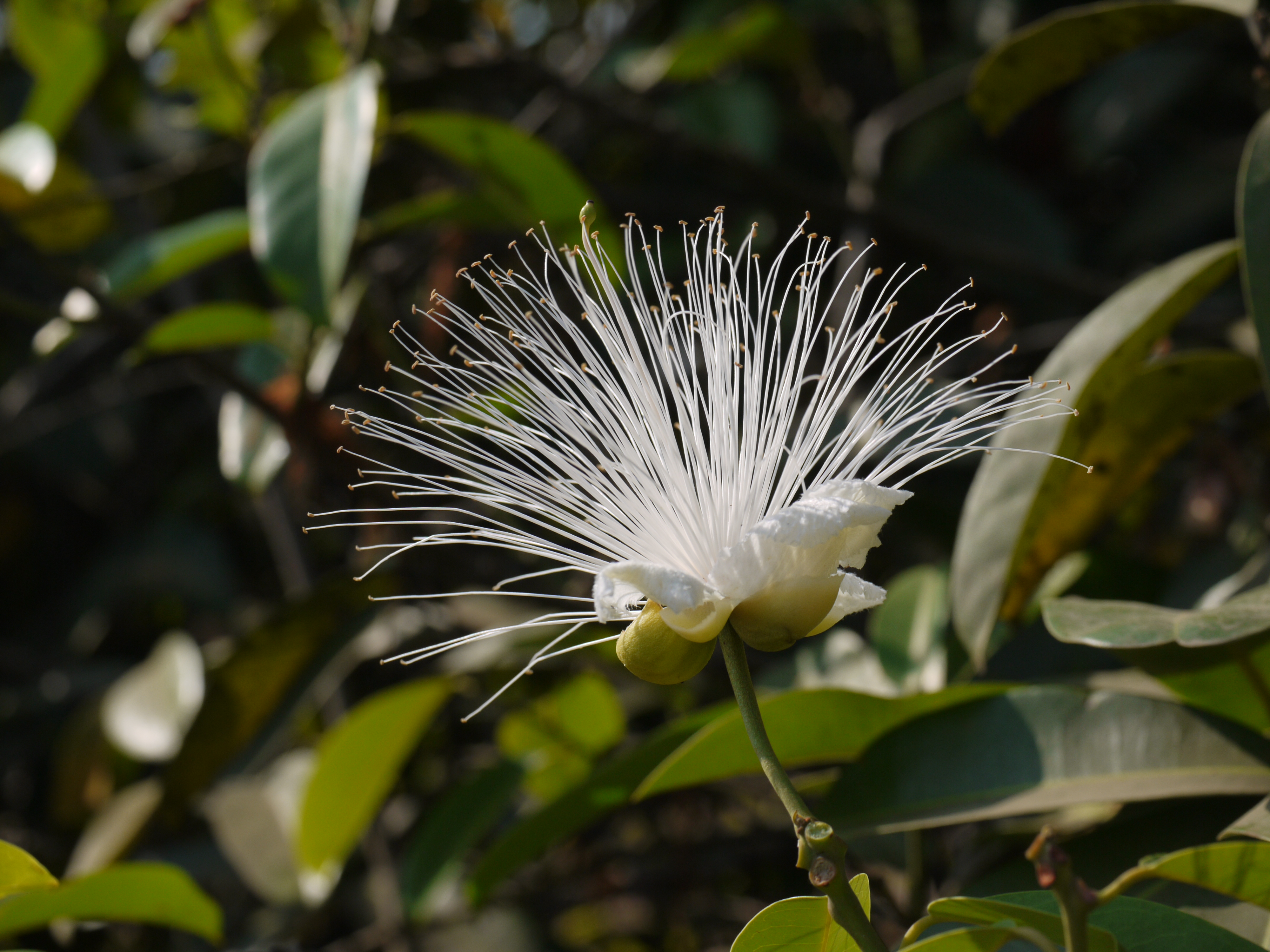
Capparis moonii
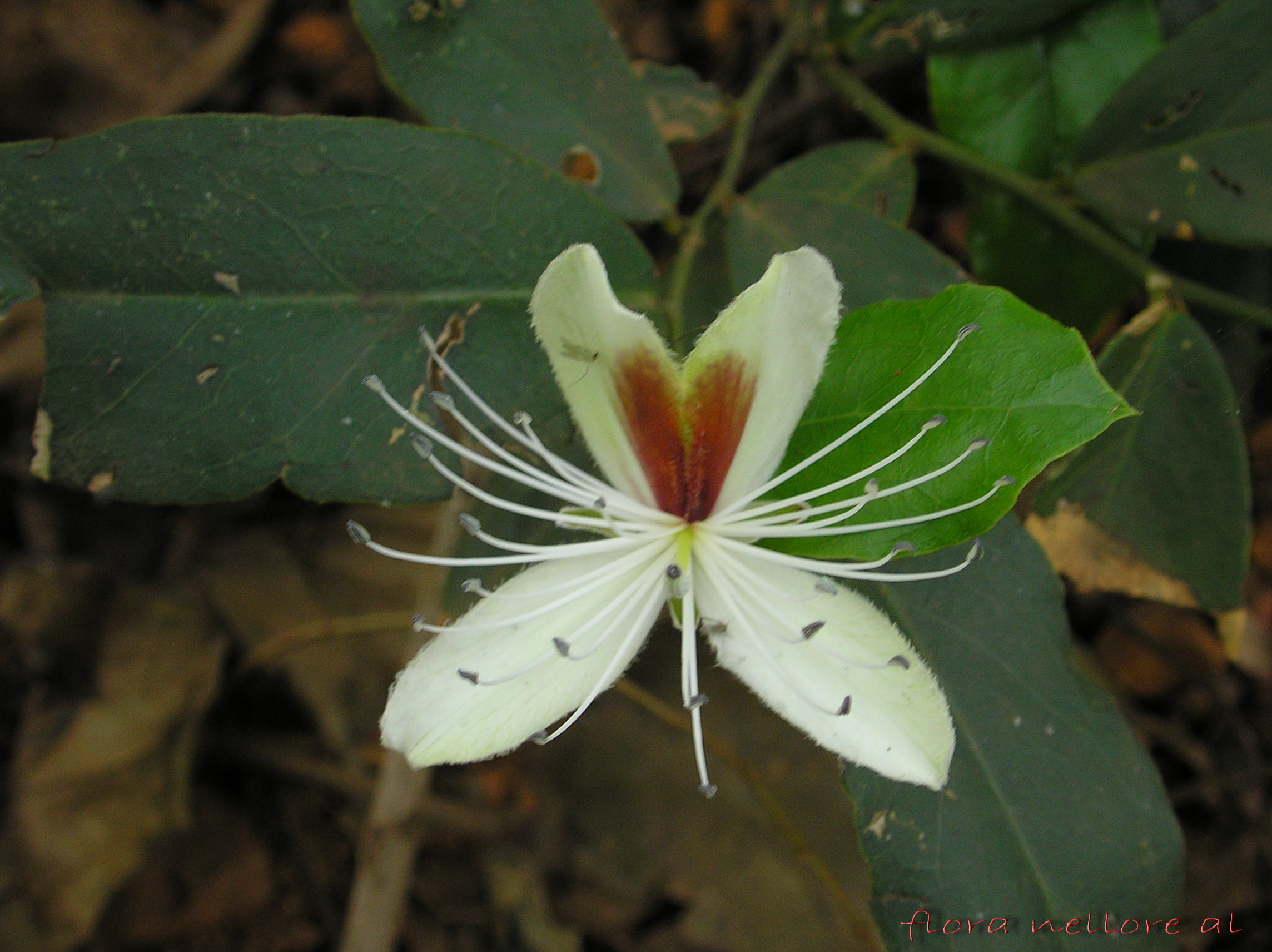
Capparis rheedei
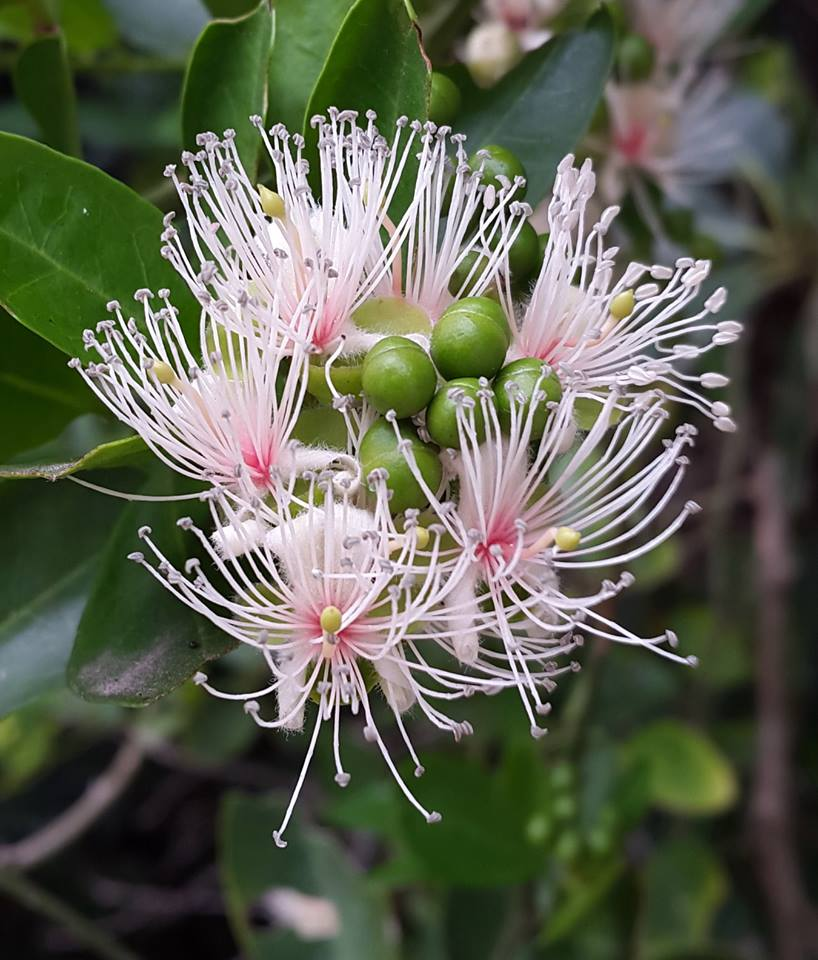
Capparis sepiaria
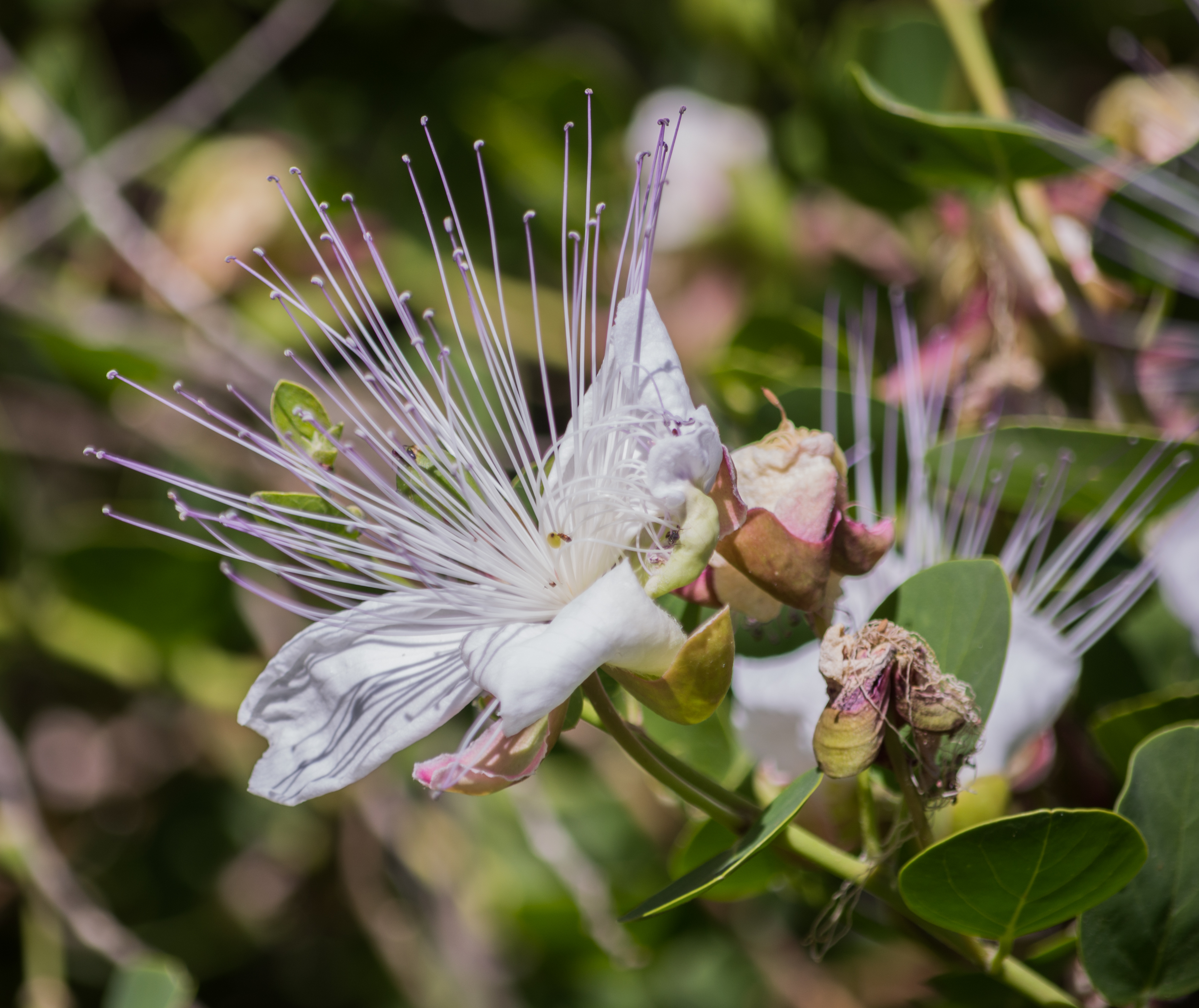
Capparis spinosa
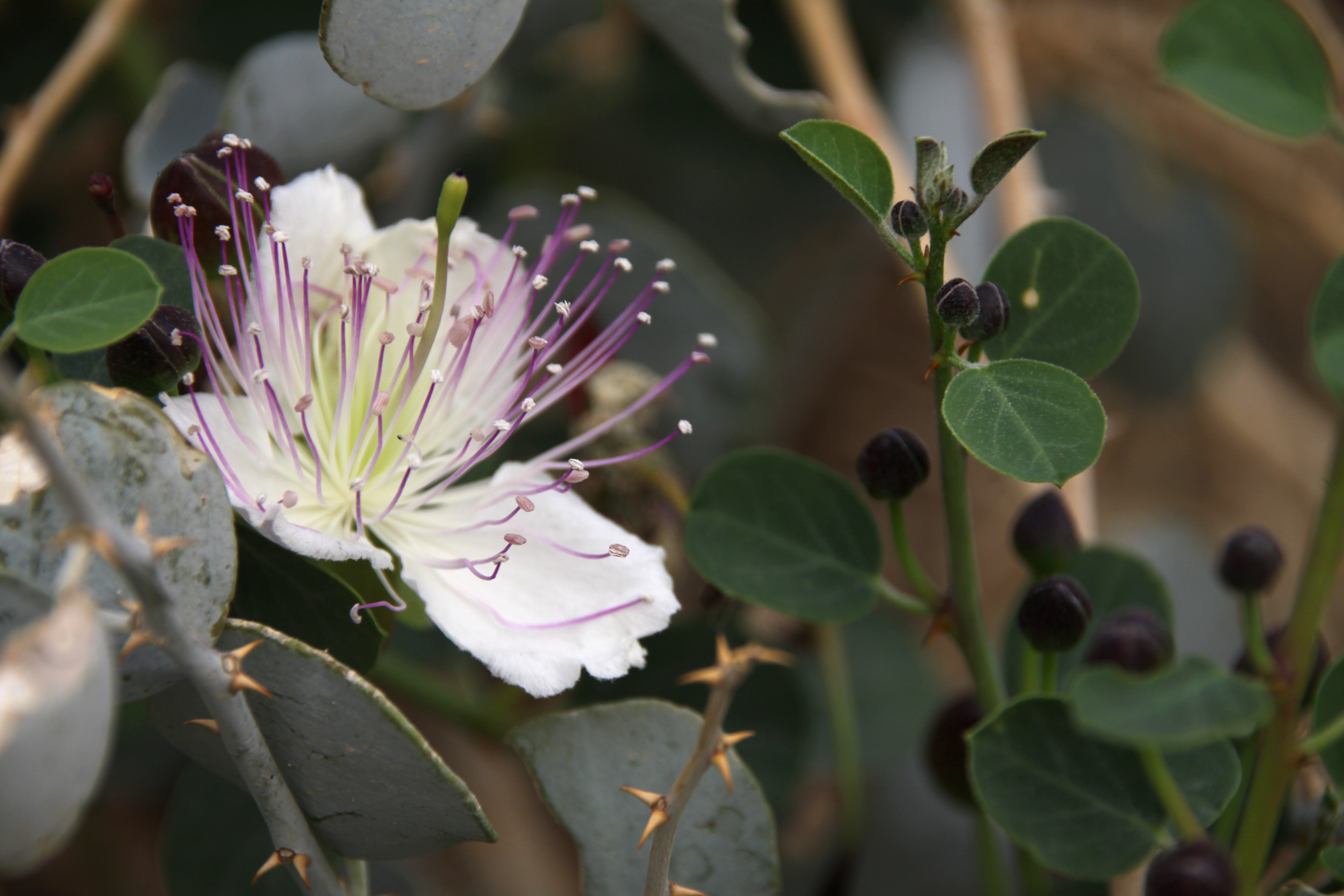
Capparis spinosa var. aegyptia
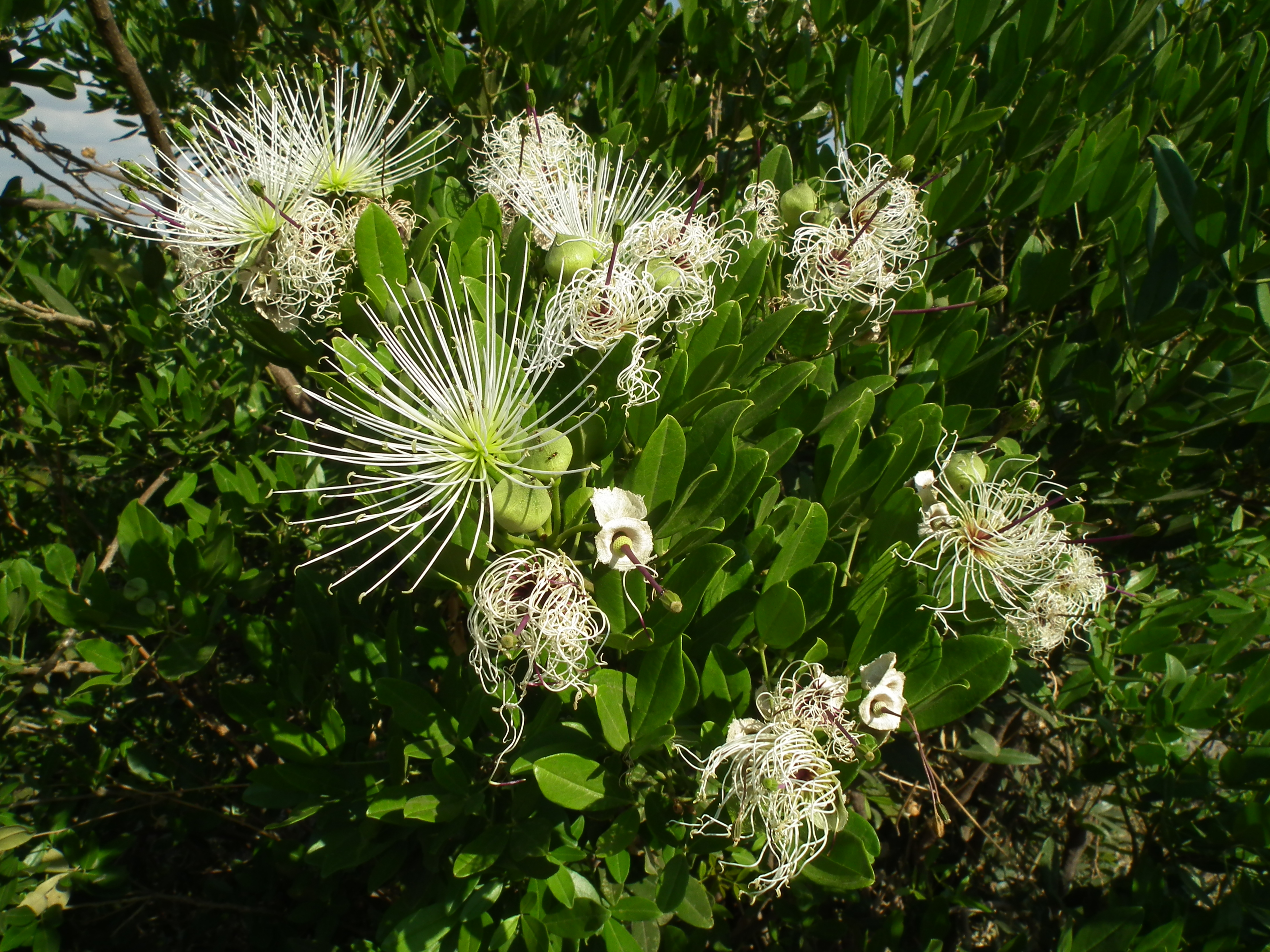
Capparis tomentosa
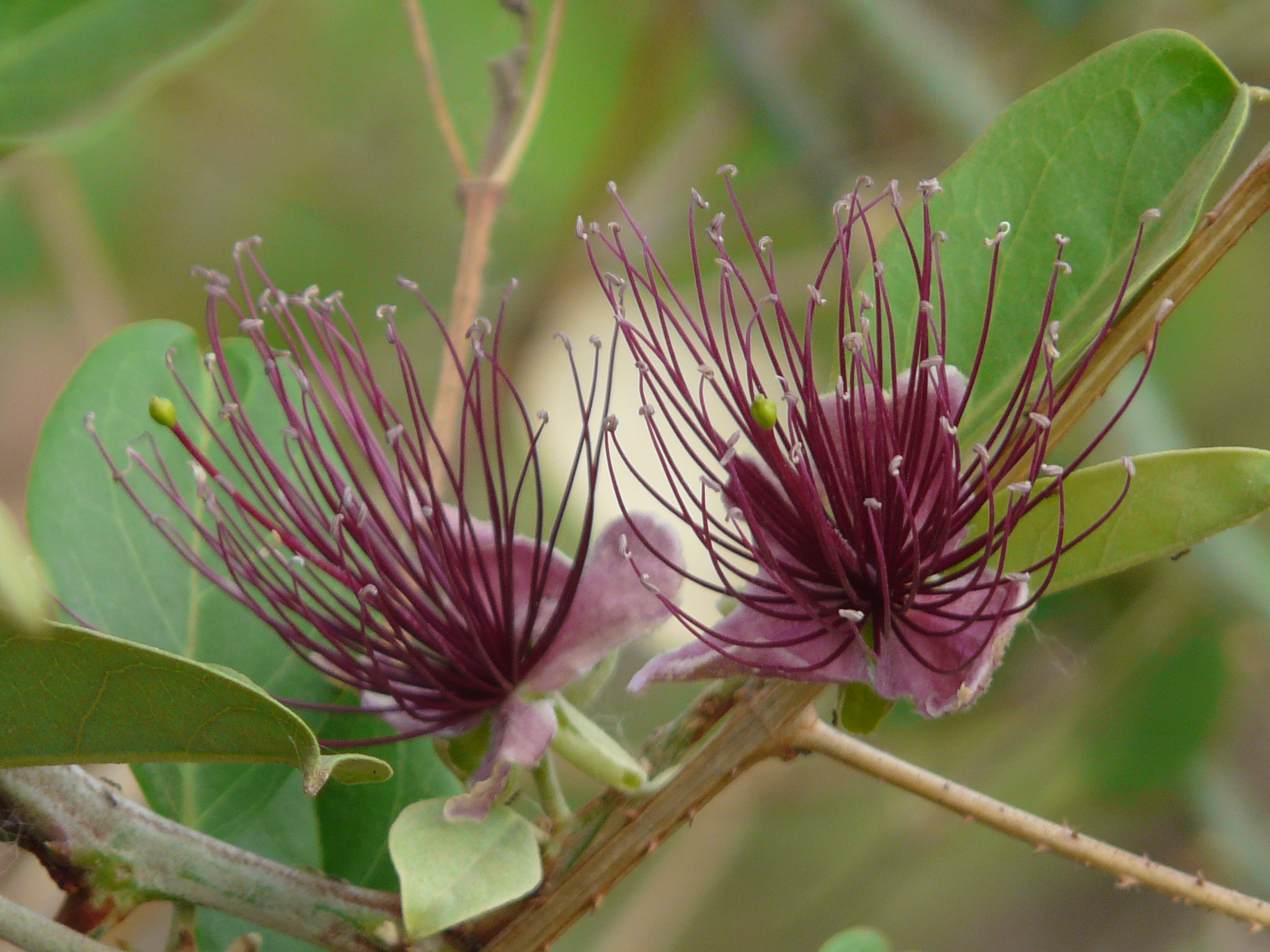
Capparis zeylanica